# Onychocamptus heteropus
Onychocamptus heteropus is een eenoogkreeftjessoort uit de familie van de Laophontidae. De wetenschappelijke naam van de soort is voor het eerst geldig gepubliceerd in 1903 door Daday.